# Irwindale (Metro de Los Ángeles)
Irwindale es una estación en la línea A del Metro de Los Ángeles y es administrada por la Autoridad de Transporte Metropolitano del Condado de Los Ángeles. La estación se encuentra localizada en Irwindale, California. Se encuentra al lado del Irwindale Speedway.

## Servicios
- Metro Local: 264
- Foothill Transit: 272